# 张守成
张守成（1957年6月—），青海门源人，蒙古族，中华人民共和国政治人物、第十一届全国人民代表大会青海地区代表。毕业于中央党校在职研究生班经济学专业，是中共党员。
2000年3月任海西蒙古族藏族自治州州长；2005年5月任青海省发展改革委副主任、党组副书记；2007年9月担任青海省经济委员会主任。2008年起担任全国人大代表。2013年1月至2021年2月，任青海省政协副主席。